# Aldosende
Aldosende (llamada oficialmente Santiago de Aldosende) es una parroquia y una aldea española del municipio de Paradela, en la provincia de Lugo, Galicia.

## Organización territorial
La parroquia está formada por seis entidades de población:
- Aldosende
- Colado (O Colado)
- Gondar
- Lusoiros (Os Lusoiros)
- Vidul (Bidul)
- Vilar (O Vilar)

## Demografía

### Parroquia
| Gráfica de evolución demográfica de Aldosende (parroquia) entre 2000 y 2020 |
|                                                                             |
| Datos según el nomenclátor publicado por el INE.                            |

### Aldea
| Gráfica de evolución demográfica de Aldosende (aldea) entre 2000 y 2020 |
|                                                                         |
| Datos según el nomenclátor publicado por el INE.                        |